# Loide Augusto
Loide António Augusto (Luanda, 26 de fevereiro de 2000) é um futebolista angolano, que atua como ponta. Atualmente, joga pelo Vasco da Gama.

## Carreira
Nascido na capital angolana, Loide Augusto jogou nas categorias de base pela Escola de Futebol do Zango, antes de se transferir para o Sporting CP, em 2018. Em 2022, Loide assinou um contrato de 2 anos com o Mafra.Em 2023, Loide Augusto assinou com Alanyaspor um contrato de 4 anos. Em 27 de fevereiro de 2025, ele assinou um contrato de 3 anos com o Vasco da Gama.

### Vasco da Gama
Loide chegou ao cruzmaltino após ser contratado por 1,5 milhão de euros. Em maio, viveu vários momentos de cobrança. No começo do mês, foi chamado de "displicente" pelo ex-jogador do clube e então diretor de futebol, Felipe Loureiro. Dias depois, durante jogo contra o Operário, na Copa do Brasil, fez um gesto provocativo ao técnico vascaíno, Fernando Diniz. O treinador, após o jogo, disse não compreender o motivo do gesto. Posteriormente, foi divulgado um vídeo no qual eles se abraçavam, para por fim às especulações que havia uma briga entre eles. Na semana seguinte, Loide não foi relacionado para o jogo contra o Melgar, pela Copa Sul-americana, devido a uma gastroenterite.

## Seleção Angolana
Loide fez sua estreia pela seleção angolana em 25 de março de 2021, em uma derrota para Gâmbia por 1–0.
Em janeiro de 2024, Loide Augusto foi afastado da seleção de Angola após agredir o goleiro da equipe, Kadú, durante uma sessão de treinamentos em Bouaké, na Costa do Marfim, para a Copa Africana de Nações. Anteriormente, Loide teve uma discussão com o treinador Pedro Soares Gonçalves, por estar escalado como lateral-direito ou meia direita, o irritando, pois ele queria atuar mais próximo ao gol. Após a briga com o goleiro, o jogador foi afastado da seleção e não foi mais convocado.

### Gols pela seleção
| Nº. | Data                | Local                                  | Adversário | Gol | Resultado | Competição                                       |
| --- | ------------------- | -------------------------------------- | ---------- | --- | --------- | ------------------------------------------------ |
| 1.  | 29 de março de 2021 | Estádio 11 de Novembro, Luanda, Angola | Gabão      | 2–0 | 2–0       | Eliminatórias da Copa Africana de Nações de 2021 |

## Links externos
- «Perfil de Loide Augusto». em Soccerway